# Confluir
Confluir é o primeiro EP da cantora brasileira Pilar. Foi lançado em 15 de maio de 2020 de forma independente.
| Críticas profissionais | Críticas profissionais |
| Avaliações da crítica  | Avaliações da crítica  |
| Fonte                  | Avaliação              |
| ---------------------- | ---------------------- |
| Ambrosia (Feroli)      | [ 3 ]                  |

## Faixas
Adaptadas do Apple Music.
| N.º            | Título                             | Compositor(es)       | Produtor(es)   | Duração |  |
| 1.             | "Feminility"                       | Pilar                | Adriano Magoo  | 4:12    |  |
| 2.             | "Elevate Inside"                   | Pilar                | Adriano Magoo  | 4:25    |  |
| 3.             | "Favela City" (part. Zeca Baleiro) | Pilar / Zeca Baleiro | Adriano Magoo  | 3:29    |  |
| 4.             | "Junto e Misturando"               | Pilar                | Adriano Magoo  | 4:40    |  |
| 5.             | "Namastreta"                       | Pilar                | Adriano Magoo  | 4:05    |  |
| 6.             | "Van Gogh"                         | Pilar                | Adriano Magoo  | 4:13    |  |
| Duração total: | Duração total:                     | Duração total:       | Duração total: | 25:00   |  |